# Javier Saura Ruiz
Javier Saura Ruiz (Murcia, España, 22 de abril de 1994) es un futbolista español que juega como centrocampista en el Real Murcia Club de Fútbol de la Segunda División RFEF.

## Trayectoria
Se formó en la cantera del Real Murcia CF desde cadetes. e hizo su debut con el Real Murcia Imperial en la temporada 2013/14 en Tercera División.
En 2014, Javi Saura debutó con el primer equipo murciano en la Segunda División.
En junio de 2016 se confirma su regreso al Real Murcia Club de Fútbol, tras un año en las filas del Getafe B, equipo que militó la temporada 2015-2016 en el II Grupo de la Segunda División B. El grana ya había jugado en la categoría de bronce con la elástica murcianista de la mano de José Manuel Aira en la temporada 2014/2015 cuando el equipo estuvo en el Grupo I.  En Getafe, el murciano jugó 26 partidos, vio 5 cartulinas amarillas y anotó dos goles.
El 8 de julio de 2021, firma como jugador del Real Murcia Club de Fútbol de la Segunda División RFEF.

## Clubes
| Club                 | País   | Temporada | Categoría        | Partidos | Goles |
| -------------------- | ------ | --------- | ---------------- | -------- | ----- |
| Real Murcia Imperial | España | 2013-2014 | Tercera División |          |       |
| Real Murcia CF       | España | 2014-2015 | Segunda B        | 13       | 1     |
| Getafe CF B          | España | 2015-2016 | Segunda B        | 26       | 2     |
| Real Murcia CF       | España | 2016-2017 | Segunda B        | 17       | 2     |
| Lorca Deportiva      | España | 2017-2019 | Segunda B        | 35       | 1     |
| Yeclano Deportivo    | España | 2019-2021 | Segunda B        | 16       | 2     |
| Real Murcia          | España | 2021–Act. | Segunda RFEF     |          |       |